# Kawanishi Kokuki
Kawanishi Kokuki (川西航空機]) est un constructeur aéronautique japonais disparu. Il a été fondé en 1920 dans la préfecture de Hyōgo comme filiale industrielle du conglomérat Kawanishi, déjà à l'origine de Nakajima Aircraft Company. Kawanishi Kokuki a été fondée en 1928, reprenant toutes les activités de l'entité précédente. Durant la Seconde Guerre mondiale, il produisit des chasseurs et des hydravions pour la marine impériale japonaise.

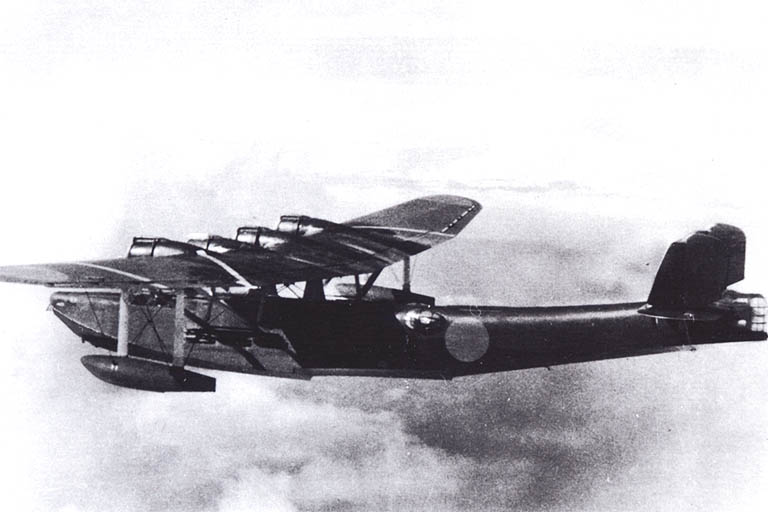
Kawanishi H6K.

Kawanishi est surtout connu pour ses hydravions comme les Kawanishi H6K et H8K, mais son chasseur N1K-J — dérivé de l'hydravion N1K1 — est considéré comme un des meilleurs de la guerre. Après la défaite japonaise, la compagnie réapparut sous le nom de Shin Meiwa en 1949, continuant à fabriquer des hydravions comme le PS-1.

## Modèles

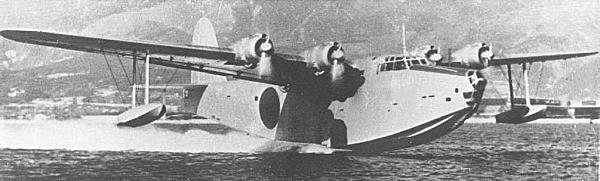
Kawanishi H8K.

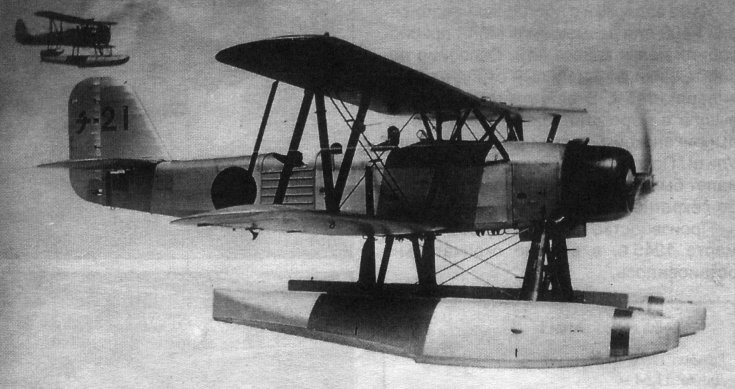
Kawanishi E7K.

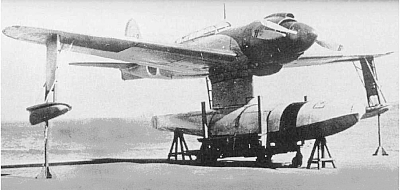
Kawanishi E15K.

- Kawanishi N1K1 Kyofu, hydravion de chasse
- Kawanishi N1K1-J Shiden, chasseur
- Kawanishi N1K2-J Shiden-KAI, chasseur
- Kawanishi H3K hydravion
- Kawanishi H6K hydravion
- Kawanishi H8K hydravion
- Kawanishi E7K hydravion de reconnaissance
- Kawanishi E10K
- Kawanishi E11K hydravion de reconnaissance
- Kawanishi E15K Shiun hydravion de reconnaissance
- Kawanishi K-7 hydravion de transport (11 exemplaires entre 1924 et 1927)
- Kawanishi K-8
- Kawanishi K-11
- Kawanishi K-12 Sakura
- Kawanishi K-200
- Baika, avion-suicide à pulsoréacteur (aucun exemplaire construit)